# ルイーゼ・フレーベル

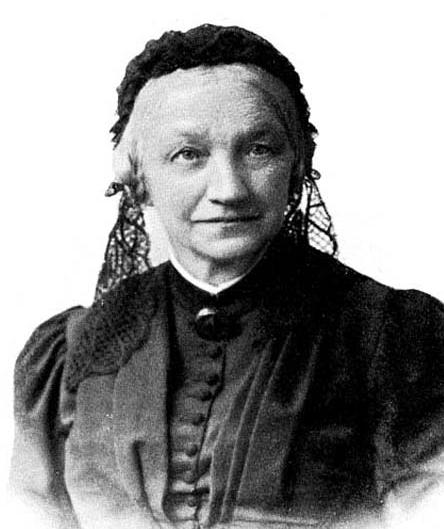
ルイーゼ・フレーベル

ルイーゼ・フレーベル（Luise Fröbel、1815年4月15日 - 1900年1月4日) は、ドイツの幼児教育者でフリードリヒ・フレーベルの二度目の妻。

## 生涯と業績
ヴィルヘルミネ・フレデリケ・"ルイーゼ"は、ドイツのハルツ地方のオステローデ・アム・ハルツの生まれで、皮革工場主フリードリヒ・レヴィンとその妻ヨハンネ・ドロティイ・マリエ・レヴィン（生家の姓もレヴィン）の6人の子どもの内、一番下の子であった。
彼女は、私立学校に行き、卒業後は、母親を手伝って、家事を引き受けていた。数年、実家の家事を切り盛りした後、2人の兄の家計のやりくりをするようになった。
1845年、ルイーゼ・レヴィンは一般ドイツ教育舎に入ってそこで幼稚園の先生になる課程を修了するためカイルハウに赴いた。
その後、彼女は、レンツブルクのフォン・コッセルという貴族の家で家庭教師の職に就く。しかし、彼女は直にバート・リーベンシュタインのフリードリヒ・フレーベルの元に戻る。
そこにあるマリエンタール城で新しい学校が開校することになったためであった。フレーベルは彼女をその学校の校長にと考えていたのである。 
1851年6月9日、ルイーゼ・レヴィンとフリードリヒ・フレーベルは結婚する。その直後1年と立たないうちにフレーベルは死去、未亡人となったルイーゼは1854年、ハンブルクに戻る。
そこで彼女は、1860年、ハンブルクで初めての私立幼稚園を開園し、フリードリヒ・フレーベルの教育学に基づき女の子と男の子を教えた。
また彼女は夫の遺品、遺稿を管理し、彼の書翰の刊行に腐心した。彼女は、アメリカやロシアにまで及ぶ膨大な往復書簡を通して、国際的なレベルで幼稚園の普及に努めた。 
1884年12月、ハンブルクのザンクト・ゲオルグ地区に「貧困でや極貧」の子どもたちのための初めての幼稚園を設立しようと提言。1891年、ドイツ・フレーベル協会の名誉会員に推挙される。
1900年1月4日、ハンブルクのアイムビュッテル地区の老人ホーム「アイヒェルハイン」（「どんぐりの林」の意）で死去。遺体は、シュヴァイナのベルク墓地の彼女の夫の隣に埋葬された。小さな記念のプレートが、墓石の足元に埋め込まれている。彼女の本名は、Luiseだが、墓標には間違ってLouiseとして記載されている。